# William Wood
William Wood (29 de mayo de 1745-1 de abril de 1808) fue un religioso unitario y botánico inglés, que se involucró en actividades antidiscriminatorias para políticas y educación de los disidentes anticonformistas bajo las leyes penales del "Test Act".

## Vida
Wood nace en Collingtree, Northampton. Su padre Benjamin Wood, realizaba los servicios del líder anticonformista Philip Doddridge (1702-1751). Wood se educa en la Escuela de Stephen Addington en Market Harborough, Leicestershire, para luego en 1761, estudiar para ministro religioso con David Jennings, Samuel Morton Savage, Andrew Kippis, y Abraham Rees.
Su primer sermón lo hace en Debenham, Suffolk en 1766, ubicándose al año siguiente como ministro en Stamford (Lincolnshire). Luego predicaría en Londres. Wood y Rees reciben la ordenación en Southwark. Wood sirve por un tiempo en Ipswich, para, en 1772, suceder a Joseph Priestley en Leeds, con la recomendación de Priestley y de Richard Price, que a la postre fue un íntimo amigo.
Permanecería en su puesto en Leeds hasta su deceso por inflamación intestinal. Se encuentra sepultado en las adyacencias de la Capilla Mill Hill.

## Doctrina y activismo
Aunque su padre era calvinista, él no lo sigue. Rechazó la creencia en la Trinidad pero, como era común en esa época, no se pronunciaba sobre materia doctrinaria controvertida durante sus sermones. Wood publica varias colecciones de sermones y de asuntos de liturgia, Form of Prayers (1801), para uso de su congregación.
Wood fue activo en el Parlamento de Gran Bretaña, en campañas en contra de las leyes penales religiosas como el "Test" y las Corporation Acts, participando de mítines públicos en Leeds en 1789, siendo delegado condal al "Comité de Londres de rechazo.
Fu Wood quien criticó la disolución de la Manchester Academy, cuando George Walker renuncia, recomendando su mudanza a York y convirtiéndolo en visitante canónigo.

## Botánica
En Leeds, Wood tomaba parte en cabalgatas para l salud y en descubrir su interés en la Botánica; convirtiéndose en un reconocido experto y contribuyendo posteriormente en varias enciclopedias.
- La abreviatura «Wood» se emplea para indicar a William Wood como autoridad en la descripción y clasificación científica de los vegetales.[2]

## Familia
En 1780, Wood se casa con Louisa Ann Oates (1758-1806), hija de una familia acomodada de Leeds, tendrían tres varones y una mujer.
- George William Wood, su hijo mayor, fue miembro del Parlamento por South Lancashire, prominente unitarista de Mánchester, empresario y líder político.[1]